# Bernard 20
Le Bernard 20 est un prototype d’avion militaire de l'entre-deux-guerres réalisé en France en 1929 par la Société des Avions Bernard.